# Gerta Mahmutaj
Gerta Mahmutaj, född 19 juli 1992 i Vlora, är en albansk sångerska. 

## Biografi
2008 debuterade Mahmutaj i Top Fest med låten "Vera". Året därpå deltog hon i Kënga Magjike 11 med låten "Ti asnjëherë" som nominerades till priset Magjia e Parë. 2010 deltog hon i Kënga Magjike 12 med sin bror Klejti Mahmutaj och med låten "Në ditar një dashuri". De tilldelades i tävlingen priset Çesk Zadeja. I huvudtävlingen slutade de på plats 15 med 268 poäng. 
2011 debuterade hon i Festivali i Këngës 50:e upplaga med låten "Pyete zemrën" som skrivits av Rozana Radi. Hon tog sig till finalen men slutade väl där på en delad sista plats med 6 andra bidrag som fått 0 poäng av juryn. Under hösten 2012 deltog hon i Kënga Magjike 14 med låten "Përgjithmonë ata". Hon deltog i semifinalen men gick inte vidare till finalen efter att ha slutat på 22 plats (topp 20 tar sig vidare) och med 281 poäng. Låten var ett samarbete mellan låtskrivaren Rozana Radi och kompositören Adrian Hila. 
Mahmutaj har även släppt singeln "Dashuri e parë" (första kärleken) från år 2010.

## Diskografi

### Singlar
- 2008 – "Vera"
- 2009 – "Ti asnjëherë"
- 2010 – "Në ditar një dashuri"
- 2010 – "Dashuri e parë"
- 2011 – "Pyete zemrën"
- 2012 – "Përgjithmonë ata"